# 詹俊
詹俊（1972年10月30日—），中国大陆足球評述員，广东人，解说以普通话为主。以資料詳細著稱，有英超專家的稱號，有時兼任網球評述。2001年至2012年期间供职于ESPN STAR Sports亚洲台。2012年返回中国大陆发展，曾在新浪体育、乐视体育、PPTV体育担任足球评论员。现时在咪咕视频（英超、欧冠等）和bilibili（英足总杯）解说赛事。

## 生平
詹俊籍貫广东省饶平县，生於怀集县，在广州市长大，祖父为著名学者詹安泰。中山大学毕业，專攻德語，1995年进入广东电视台体育部，担任过翻译、编辑，后来解说国际足球和网球。1997年12月28日第一次解说英超。他于2001年9月正式加盟ESPN STAR Sports。主講英超聯賽和歐洲冠軍聯賽。同時也做英超精華等節目的主持。期间還有為广东电视台体育频道评述2008年歐洲國家盃足球賽。2012年9月中旬詹俊在个人微博中宣布回国发展，从而离开在职11年的ESPN。2015年7月加盟乐视体育。2017年8月加盟PPTV体育。
除了体育赛事解说以外，詹俊还有参与电子游戏的解说配音工作。他在足球网络游戏《FIFA ONLINE 3》中担任中文解说之一。

## 風格
詹俊雖是廣東人，但其擅長的卻是國語解說。其風格特點也融合了國語解說和粵語講波的特點。更借鑒了西方足球解說員的風格。
首先，詹俊摒棄了華語解說中大多以二人閒聊式的國語解說，和二人輪流點評式的粵語講波方式，而採用了更加傳統的一人獨講。但这并不代表其解说赛事从无搭档，其解说生涯的长期搭档有李元魁、陈熙荣以及近年来的张路等。
他還承繼了粵語講波佬講個不停的特點，語速較快，極少有間斷的時候。這主要源于粵語解說者多以搜集豐厚的相關資料作為解說基礎，詹俊所積累之足球資料特別是英超資料更加是首屈一指的。方才有英超專家的外號。
其著講內容中沒有采用大多粵語講波佬高談闊論球隊整體戰術的特點，而是更著重于介紹鏡頭前的球員及場上的情況。
詹俊最難能可貴的一點就是對小球會（甚至是次級別的球會）和非球星的資料收集同樣詳盡，令其在解說一些豪門與小球會的比賽（大多是杯賽）對一些默默無聞的球員的介紹仍是滔滔不絕。這與華語解說員評述比賽時通常只會主講豪門球隊大相庭徑。
另外，詹俊虽然是利物浦死忠，但解说相关比赛时仍能保持客观中立，对于利物浦的宿敌（如曼联）及场上对手的精彩表现仍不吝赞美之词。